# Cryin (Canción de Vixen)
«Cryin'» es una canción de la banda estadounidense de glam metal Vixen, incluida en su álbum debut homónimo Vixen (1988). Fue publicada como sencillo en 1988 por el sello EMI-Manhattan. La canción fue coescrita por Gregg Tripp y Jeff Paris, y producida por David Cole y Rick Neigher, ambos involucrados en la grabación del disco.

## Composición y producción
«Cryin'» es una balada de estilo glam metal que destaca por un acompañamiento prominente de teclados. La voz principal corre a cargo de Janet Gardner, y se aprecian guitarras eléctricas clásicas del hard rock de los 80, bajo marcado y batería contundente. Gregg Tripp y Jeff Paris ya habían grabado originalmente la canción en 1987; la versión de Vixen fue producida por David Cole y Rick Neigher.

## Recepción crítica
La canción fue bien recibida por la prensa especializada dentro del género rock/metal. En particular, el sitio MetalCry señaló su destacada línea de teclado y la comparó favorablemente con otros éxitos glam metal de la época. Si bien no existen reseñas específicas ampliamente citadas, la crítica valoró positivamente el sonido pulido y el “gancho” melódico de Vixen, consistente con el estilo del álbum debut.

## Rendimiento en listas
«Cryin'» obtuvo un buen desempeño comercial. En Estados Unidos alcanzó el puesto número 22 en la lista Billboard Hot 100, convirtiéndose en uno de los mayores éxitos de Vixen en ese mercado. En el Reino Unido, el sencillo llegó al puesto número 27 del UK Singles Chart, donde permaneció varias semanas dentro del listado oficial.

## Videoclip
Se filmó un video musical oficial de «Cryin'» bajo la dirección del realizador Mark Rezyka. En el videoclip aparece la banda interpretando la canción en un escenario con juegos de luces típicos de la época. El estilo visual es el habitual de los videos de hard rock de finales de los 80, con primeros planos de los miembros de Vixen y secuencias de la presentación en vivo.

## Personal
- Janet Gardner – voz principal, guitarra
- Jan Kuehnemund – guitarra eléctrica
- Share Pedersen – bajo
- Roxy Petrucci – batería